# Вийциемс
Ви́йциемс (латыш. Vijciems) — населённый пункт в Валкском крае Латвии. Административный центр Вийциемской волости. Находится на реке Вия у региональной автодороги P24 (Смилтене — Валка). Расстояние до города Валка составляет около 23 км. По данным на 2015 год, в населённом пункте проживало 318 человек.

## История
Впервые упоминается в 1224 году. Населённый пункт образовался вокруг усадьбы Вийциемс (Вайцемхоф). В 1898 году здесь открылась первая в странах Балтии лесная школа.
В советское время населённый пункт был центром Вийциемского сельсовета Валкского района. В селе располагался совхоз «Вийциемс».

## Достопримечательности
- Старейшая в Латвии сушилка для шишек, открытая в 1895 году.
- Деревянная лютеранская церковь, построенная в 1852 году.
- Охотничий дворец.